# Patrick Süskind
Patrick Süskind (n. 26 martie 1949, Ambach, un sat din comuna Münsing, în Bavaria, Germania) este un romancier german contemporan. Între 1968-1974 a studiat istoria medievală și modernă în München și în Aix-en-Provence (Franța). El devine cunoscut prin romanul transpus pe ecran, Parfumul - povestea unui ucigaș.

## Opera literară
Și-a încercat mai întâi condeiul în dramaturgie: piesa Der Kontrabass (Contrabasul) (1981; reprezentată și la Teatrul Național din București cu Radu Beligan în rolul principal) a fost jucată, cu succes, în Germania, Elveția, Regatul Unit și SUA.

## Parfumul
Celebritatea i-a adus-o însă primul lui roman, Das Parfum. Die Geschichte eines Mörders (1985; trad. rom. Parfumul, Univers, 1989; Humanitas, 2000), care a stârnit senzație și a devenit peste noapte un bestseller internațional. Dar nu trebuie neglijat nici subtitlul acestei opere: „Istoria unui ucigaș”. Este istoria unui criminal în serie, Jean-Baptiste Grenouille, care trebuie să ucidă 25 fecioare pentru a le fura mirosul, cu scopul de a crea parfumul perfect. Ultima victimă este, bineînțeles, cea mai frumoasă și cea mai protejată, tatăl ei chiar îndepărtând-o de Grasse, orașul în care se produceau crimele. Era în vârstă de șaisprezece ani și se numea Laure Richis.

## EcranizareaParfumului
În 2006 a fost ecranizat un film după acest roman: „Parfumul - povestea unui ucigaș”  filmat în Franța și Spania (Catalonia), cu un buget de 60 de milioane de euro. Regizorul filmului a fost Tom Tykwer („Lola rennt“ ), cotat ca unul dintre cei mai interesanți regizori germani ai acestor ani. În plus, Tykwer a participat și la scrierea muzicii și a explicat că puterea olfactivă a filmului va fi exprimată muzical.
Acțiunea romanului are loc în Franța secolului al XVIII-lea în epoca în care mirosurile sunt pestilențiale și protagonistul este Jean-Baptiste Grenouille, un monstru cu chip omenesc, născut cu un supersimț al mirosului. El devine ucigaș în serie avant la lettre pentru a putea crea parfumul secret, victimele lui oferind ingredientele necesare. Bernd Eichinger e producător și co-scenarist, el conferă credibilitate pentru că a fost responsabil și la Numele trandafirului, un alt film care a fost considerat imposibil de ecranizat. Grenouille a fost interpretat de actorul englez Ben Whishaw (Layer Cake, Enduring Love), Keith Richards în viitorul film despre Brian Jones și Hamlet pe scena londoneză. Dustin Hoffman și Alan Rickman au jucat și ei în roluri secundare. 
Muzica a fost compusă de Pale 3, adică Tom Tykwer, Johnny Klimek, Reinhold Heil. Trioul a lucrat împreună la muzică de film, de la Winter Sleepers la Lola rennt și The Princess and the Warrior, alături de Michael Brook. Ei au compus și o piesă pentru The Matrix Revolutions.

## Alte opere publicate de Süskind
A scris scenarii pentru televiziune (este coautor al serialului Kir Royal, extrem de popular în Germania) și a continuat să publice proză: Die Taube (1990; trad. rom. Porumbelul, Humanitas, 2003), Die Geschichte von Herrn Sommer (Povestea domnului Sommer; 1991), Drei Geschichten und eine Betrachtung (Trei povestiri și o reflecție; 1995), Rossini oder die mörderische Frage, wer mit wem schlief (1997, cu Helmut Dietl).